# Bibra (Fluss)
Die Bibra ist ein 12,7 km langer, orographisch linker Nebenfluss der Jüchse im Landkreis Schmalkalden-Meiningen, Südthüringen. Sie verläuft nach Norden über Wolfmannshausen, Queienfeld, Rentwertshausen, Bibra und Wölfershausen und mündet oberhalb Ritschenhausens.
Die Bibra nimmt etwa 40 % des Einzugsgebietes der Jüchse ein, am Ort ihrer Mündung ist ihr Einzugsgebiet mit 41,5 km² gegenüber 52,1 km² nur geringfügig kleiner als das ihres Vorfluters. Nach Westen, Süden und Osten ist das Einzugsgebiet der Bibra von dem des Mains umschlossen, weshalb es markant die Rhein-Weser-Wasserscheide lokal nach Süden versetzt. Zu ihren Nebenflüssen gehört die in Bibra von rechts mündende, 4 km lange Röste.
Ausgangsform des Namens ist ahd. *Bibar-aha mit der Bedeutung 'Biberfluss'.